# Eleição municipal de São Gonçalo em 2008
As eleições municipais de São Gonçalo, município do Rio de Janeiro, em 2008, ocorreram no dia 5 de outubro e elegeram 1 (um) prefeito, mais o vice de seu partido ou coligação e 21 vereadores para a Câmara Municipal de São Gonçalo. O prefeito e o vice-prefeito eleitos assumiram os cargos no dia 1 de janeiro de 2009 com término no dia 31 de dezembro de 2012. A então prefeita Aparecida Panisset (PDT) foi reeleita para o cargo com 56,05% dos votos válidos, seguida pela candidata do PMDB, a deputada estadual Graça Matos, que obteve 20,78%, e pelo candidato do PT, o também deputado estadual Altineu Cortes, com 18,87%. Dr. Dilson Drummond, do PDT, foi o vereador mais votado, recebendo 11.104 votos.

## Antecedentes
Na eleição municipal de 2004, a então deputada estadual Aparecida Panisset, do PFL, venceu a eleição ainda em primeiro turno com 51,95% dos votos válidos (240.945), seguido pela candidata do PMDB, a também deputada Graça Matos, que terminou em segundo lugar com 37,25%. O prefeito vigente Henry Charles, candidato pelo PTB, ficou em terceiro com 6,90%. 

## Candidatos a Prefeito
| Candidatos a prefeito    | Candidatos a vice-prefeito    | Número Eleitoral | Coligação/Partido                                                     |
| ------------------------ | ----------------------------- | ---------------- | --------------------------------------------------------------------- |
| Aparecida Panisset (PDT) | Dr. Jorge Aranha (PSDB)       | 12               | Trabalhando Muito Para Fazer Mais PDT, PSDB, PV, DEM, PPS, PSDC e PSC |
| Altineu Cortes (PT)      | Neílton Mulim (PR)            | 13               | São Gonçalo Precisa Mudar PT, PR, PSB, PP, PTC, PRB, PHS, PSL e PRP   |
| Graça Matos (PMDB)       | Wanderley Martins (PTB)       | 15               | Mudança Segura PMDB, PTB, PCdoB, PMN e PTN                            |
| Patrícia Silva (PRTB)    | Martins da Informática (PRTB) | 28               | sem coligação                                                         |
| Prof° Josemar (PSOL)     | Luciana Araújo (PCB)          | 50               | São Gonçalo Precisa de Uma Revolução PSOL e PCB                       |
| Edson Pimentel (PSTU)    | Dayse Oliveira (PSTU)         | 16               | sem coligação                                                         |

## Resultados

### Primeiro turno
| Candidatos                        | Votos   | %     |
| --------------------------------- | ------- | ----- |
| Aparecida Panisset (PDT) - eleita | 270.591 | 56,05 |
| Graça Matos (PMDB)                | 100.327 | 20,78 |
| Altineu Cortes (PT)               | 91.108  | 18,87 |
| Prof° Josemar (PSOL)              | 14.246  | 2,95  |
| Patrícia Silva (PRTB)             | 4.990   | 1,03  |
| Edson Pimentel (PSTU)             | 1.511   | 0,31  |

### Vereadores eleitos
Em São Gonçalo foram eleitos vinte e um (21) vereadores.
| Candidato                    | Partido |
| ---------------------------- | ------- |
| Dr. Frederico Chautebriand   | PR      |
| José Luiz Nanci              | PPS     |
| Dr. Augusto Senna            | PV      |
| José Antonio Projeto Se Liga | PSDB    |
| Geiso do Castelo             | PDT     |
| Dilson Drummond              | PDT     |
| Jorge Mariola                | PDT     |
| Dilvam Aguiar                | PDT     |
| Ricardo Pericar              | PR      |
| Amarildo Aguiar              | PTB     |
| Marcelo Amendoim             | PRB     |
| Marlos                       | PT      |
| Miguel Moraes                | PT      |
| Rafael do Gordo              | PSB     |
| Iza                          | PMDB    |
| Pastor Roberto Ferreira      | PMDB    |
| Thiago da Marmoraria         | PMDB    |
| Eduardo Gordo                | PTdoB   |
| Fael                         | PTdoB   |
| Josias Muniz                 | PSC     |
| Capitão Nelson               | PSC     |